# دان غيلروي
دان غيلروي (بالإنجليزية: Dan Gilroy)‏ هو كاتب سيناريو ومخرج أمريكي، ولد في 24 يونيو 1959 في سانتا مونيكا في الولايات المتحدة.

## وصلات خارجية
- دان غيلروي على موقع IMDb (الإنجليزية)
- دان غيلروي على موقع روتن توميتوز (الإنجليزية)
- دان غيلروي على موقع ألو سيني (الفرنسية)
- دان غيلروي على موقع أول موفي (الإنجليزية)
- دان غيلروي على موقع بوكس أوفيس موجو (الإنجليزية)
- دان غيلروي على موقع قاعدة بيانات الأفلام السويدية (السويدية)
- دان غيلروي على موقع قاعدة بيانات الفيلم (الإنجليزية)
- دان غيلروي على موقع كينوبويسك (الروسية)